# A Zöld-foki Köztársaság zászlaja
A Zöld-foki Köztársaság zászlajában szereplő csillaggyűrű az ország részeinek egységét jelképezi. A tíz csillag a szigetcsoport tíz fő szigetét képviseli (Santiago-sziget, Santo Antão-sziget, São Vicente-sziget, São Nicolau-sziget, Sal, Boa Vista, Fogo, Maio, Brava és Santa Luzia-sziget). A színek az eget és a tengert (kék), a békét (fehér) és a nép erőfeszítéseit (vörös) szimbolizálják.